# Џемаил Коничанин
Џемаил Коничанин (алб. Xhemail Koniçani), такође познат као Џемо (алб. Xhemo), био је албански командант одреда муслиманске милиције Санџака успостављеног у Тутину током Другог светског рата у Југославији.

## Ратни период
У октобру 1941. године, дошло је до учесталих сукоба између припадника Југословенске војске у отаџбини (ЈВуО) с једне стране, те албанских и муслиманских милиција с друге стране. Коничанинова група је учествовала у сукобима с Четницима у селу Пожега у околини Новог Пазара.У новембру исте године Коничанин је учествовао у борби за Нови Пазар против Четника. Заједно са снагама Јакупа Кадровића и Биљала Дрешаја, напали су четничке бокове током битке и натјерали их на повлачење.Након битке се упутио у Сјеницу како би сакупио додатно људство и наоружање за планирани напад на Рашку.
У децембру 1941. године, на позив Хасана Звиздића, Коничанин је довео чету муслимана из Тутина у Сјеницу како би помогли у борби против партизана током битке за Сјеницу. Коничанинови људи су поразили једну од 3 партизанске чете, а рањене заробљенике стријељали.
Због својих војних подвига у биткама за Нови Пазар и Сјеницу, локално муслиманско становништво му је дало надимак “Газија". Једна од Коничанинових битних улога је била и сарадња са СС-полицијским пуком самозаштите Санџака.
Коничанин је предводио муслиманску групу која је запалила српско село Шавци у близини Новог Пазара.
Коничанин је погинуо током једног од напада на Партизане 23. јуна 1944. године